# Сиида
,  Архивная копия от 2 мая 2013 на Wayback Machine (англ.),  Архивная копия от 31 июля 2013 на Wayback Machine (сев.-саам.) (Дата обращения: 30 декабря 2011)</ref>
|билет = 
|ссылка = Сайт музея
}}
«Сиида» (северносаам. Siida) — выставочный центр, расположенный в населённом пункте Инари, административном центре одноимённой общины Финляндии (провинция Лаппи), на берегу озера Инариярви. Открыт в 1998 году. В рамках «Сииды» действуют Саамский музей, основанный в 1959 году, и Природный центр Верхней Лапландии. Изначально словом siida называли традиционное саамское поселение.

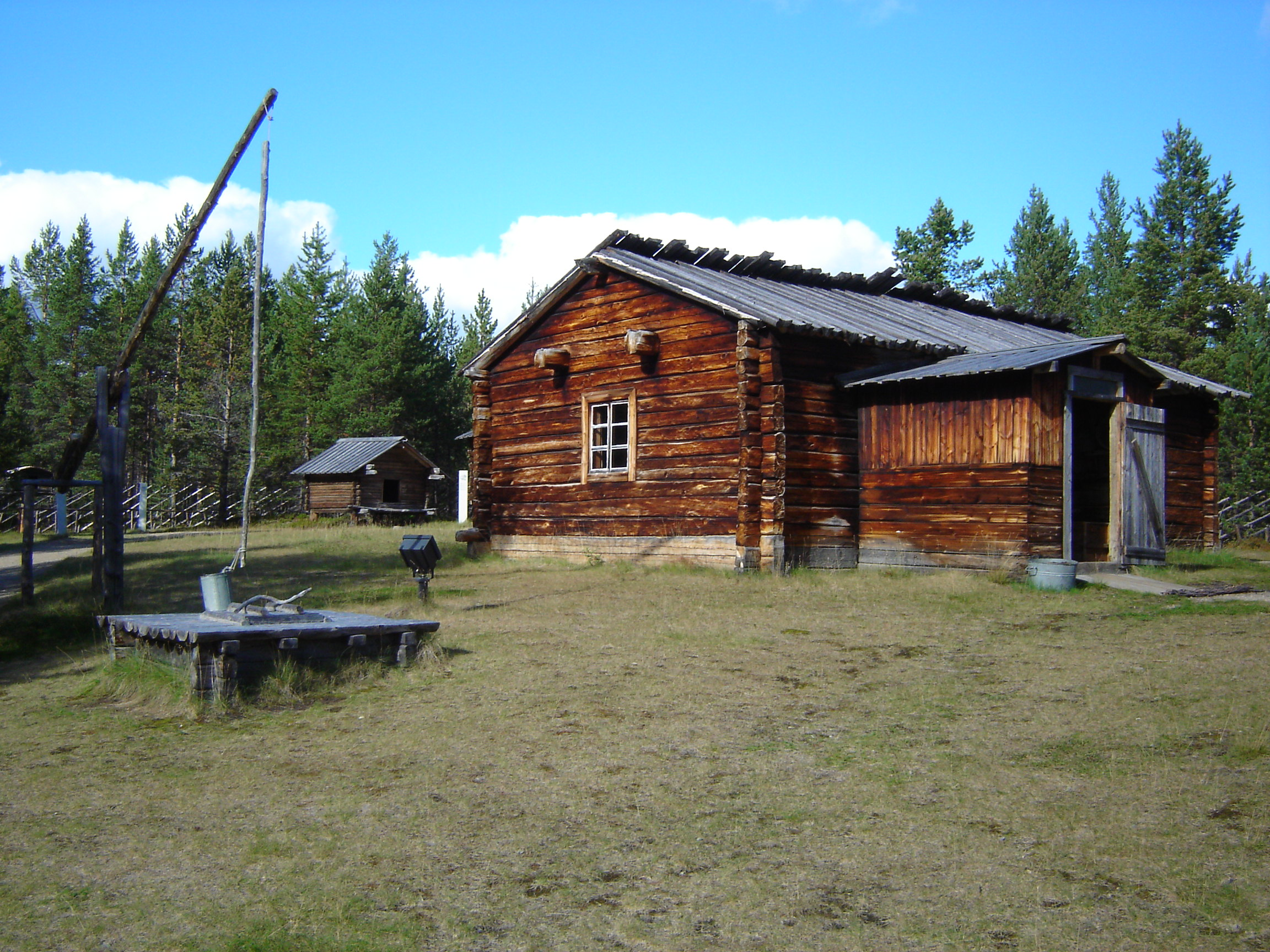
Сиида, экспозиция под открытым небом

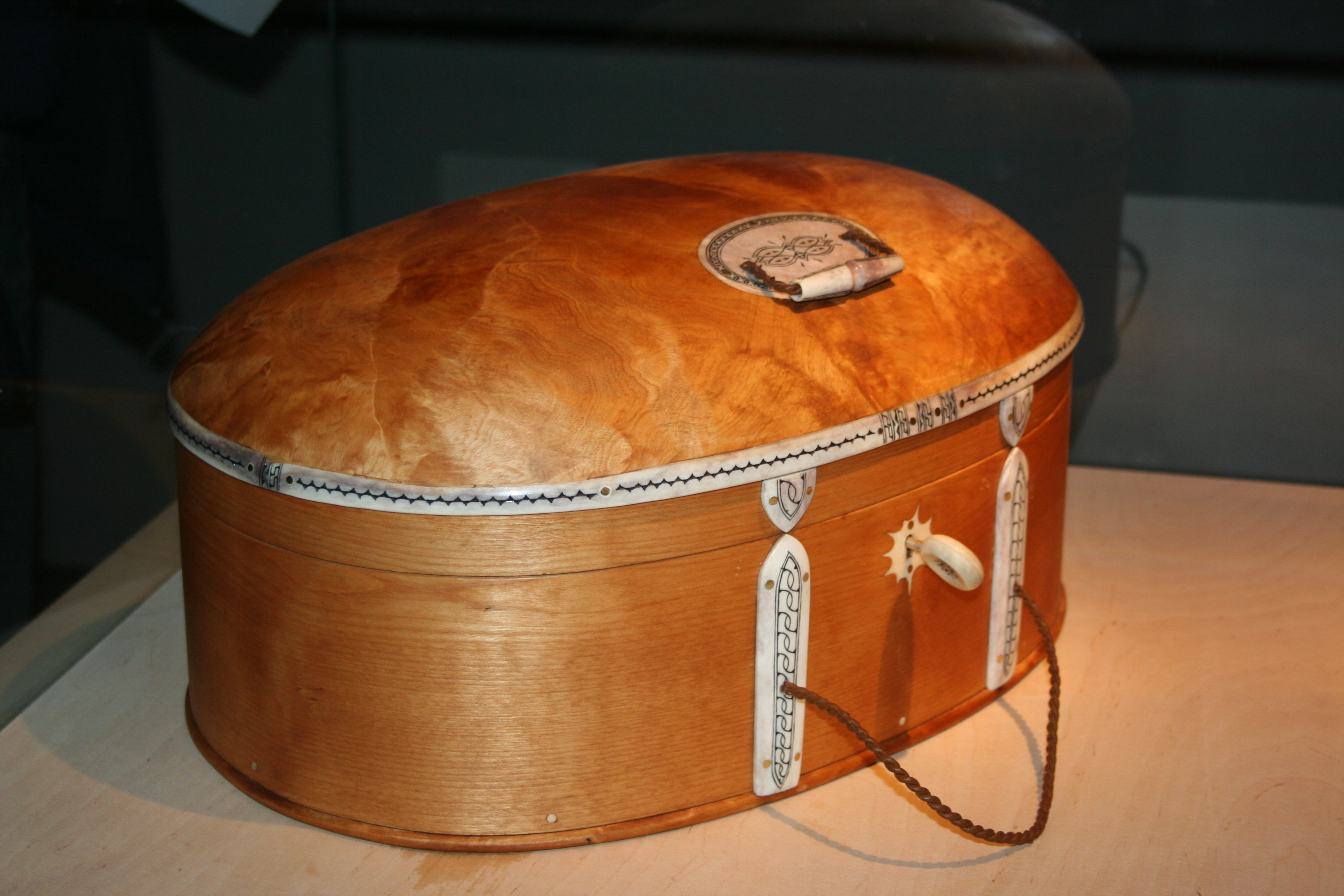
Сиида, Саамский музей: один из экспонатов ремесленной выставки

## История
Планы организации саамского музея впервые возникли в 1945 году, в период саамской эвакуации в Остроботнию во время Лапландской войны, однако реальные шаги по созданию музея были сделаны только в конце 1950-х годов.
Саамский музей был основан в 1959 году и первые годы его деятельность поддерживалась только Союзом Саамов. До появления выставочного центра «Сиида» это был музей под открытым небом; первые жилища саамов были перемещены на территорию музея в 1960 году.
Выставочный центр «Сиида» был открыт 1 апреля 1998 года. Здание «Сииды» было построено по проекту профессора Юхани Палласмаа.

## Современное состояние

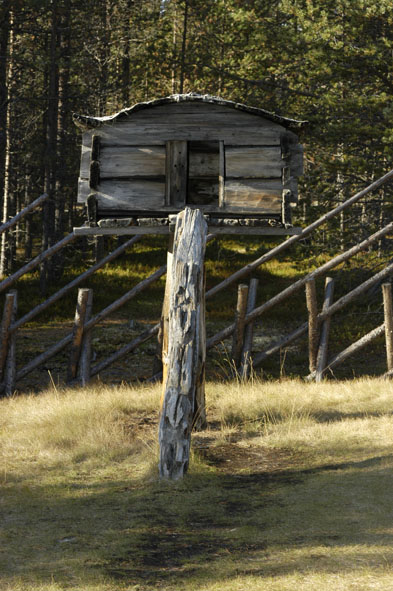
Ньялла — небольшой сарай (амбар) на высоком столбе, использовавшийся для защиты продуктов питания (например, запасов оленины) от диких животных (особенно от росомахи). Сиида, экспозиция под открытым небом

Саамский музей считает своей целью поддерживать идентичность и культурное самосознание саамов, быть «источником живой саамский культуры».
В Саамском музее, действующем в рамках центра, имеются три вида экспозиций — постоянная экспозиция под открытым небом, постоянная экспозиция в помещении и различные сменные экспозиции.
Экспозиция под открытым небом занимает площадь 7 га и открыта в летний период. Здесь расположено около 50 объектов: различные типы жилищ саамов — жилища саамов-рыболов, саамов-оленеводов, — а также другие сооружения саамов, занимавшихся различными видами промыслов, например лесные схороны (небольшие сараи на высоком столбе, использовавшиеся для защиты продуктов от диких животных) и речные запруды.
Постоянная экспозиция в помещении музея даёт представление о природе Лапландии, а также о культуре населения Лапландии, начиная с того периода, когда в этом регионе закончился ледниковый период (около 9 тысяч лет назад), и до настоящего времени. В состав постоянной экспозиции входят различные коллекции, в том числе коллекция фотографий, архивные коллекции и библиотека. Общий подход составителей экспозиции к подбору экспонатов основан на принципах экологической культуры: жизнь лапландской природы прослеживается в разные времена года, показывается связь сезонных природных явлений с особенностями жизни саамов и формами их культуры.
Тематика сменных экспозиций различна — это естественнонаучные, культурно-исторические и художественные выставки.
Действующий в рамках «Сииды» Природный центр Верхней Лапландии — один из десяти природных центров Главного лесного управления Финляндии. Природный центр оказывает профессиональную помощь желающим посетить таёжные районы финляндской Лапландии. Пункт обслуживания посетителей Лесной службы Финляндии занимается выдачей соответствующих разрешений и предоставляет информацию о возможностях отдыха в Лапландии, в том числе информацию о природных объектах, маршрутах и туристических домиках..
В «Сииде» имеется конференц-зал на 80 мест, который является местом проведения различных встреч и мероприятий, в том числе культурных и научных семинаров и конференций, а также концертов.
При выставочном центре «Сиида» действуют ресторан северной кухни Pohjolan taika («Волшебство Севера»), а также магазин, в котором, помимо прочего, продаётся собственная продукция «Сииды».

Саамский музей и Природный центр Верхней Лапландии объединили свои знания и умения для создания эмоционально насыщенного информационного пакета, который дифференцирован в соответствии с северным годовым циклом. Выставки «Сииды» параллельно демонстрируют, как природа и саамы-аборигены приспособились к жизни на северных границах ойкумены. Изумительные фотографии, представляющие природу и культуру, видеозаписи, диорамы с образцами фауны и флоры, мир звуков и подлинные экспонаты дают посетителю выставки возможность перенестись из лета в зиму и из дня сегодняшнего — в прошлое.

## Саамский культурный центр
Рядом с выставочным центром «Сиида» находится саамский культурный центр «Сайос» (инари-саам. Sajos), который начал работу в 2012 году. «Сайос» является крупнейшим в северной части Лапландии офисным центром; здесь работают Саамский парламент Финляндии и многие другие учреждения и организации; кроме того, здесь находится конференц-зал на 500 человек. 3 апреля 2012 года, по случаю открытия сессии Саамского парламента Финляндии нового созыва и официального открытия «Сайоса», посёлок Инари посетил президент Финляндии Саули Нийнистё. Вместе с супругой он побывал в «Сииде», а также принял участие в дискуссионном мероприятии «Возможности арктического региона», которое состоялось в действующем в рамках «Сииды» Саамском музее.